# Clan Sakai

Emblème (mon) du clan Sakai.

Le clan Sakai (酒井氏, Sakai-shi) est un clan du Japon médiéval issu du clan Matsudaira, c'est pourquoi le clan Sakai servit ce même clan pendant la période Sengoku. Après quoi le clan servit Ieyasu Tokugawa et se divisa en plusieurs branches.
Le clan Sakai possédait le fief de Shonai dans la province de Dewa, ce fief représentait environ 170 000 koku. Pendant l'ère Edo, le shogunat chargea le clan d'assurer la sécurité d'Edo et des alentours, tâche qu'il assura avec succès. Le shogunat lui confia aussi le domaine de Maebashi (environ 80 000 koku).
Le clan Sakai joua un rôle dans la guerre de Boshin face aux troupes impériales. En effet le clan signa une coalition avec plusieurs clans du nord de Honshu afin de résister aux troupes impériales.

## Branches du clan et histoires

Emblème (mon) du clan.

## Chefs de famille

### Shōnai
- Sakai Tadatsugu (1527-1596)
- Sakai Ietsugu
- Sakai Tadakatsu (1594-1647)
- Sakai Tadamasa
- Sakai Tadayoshi
- Sakai Tadazane
- Sakai Tadayori
- Sakai Tadaatsu
- Sakai Tadaari
- Sakai Tadakata
- Sakai Tadaaki
- Sakai Tadatomo
- Sakai Tadazumi
- Sakai Tadamichi

### Dewa-Matsuyama
- Sakai Tadatsune
- Sakai Tadayasu
- Sakai Tadayoshi
- Sakai Tadataka
- Sakai Tadanori
- Sakai Tadamichi
- Sakai Tadayoshi
- Sakai Tadamasa

### Tsuruga
- Sakai Tadashige
- Sakai Tadagiku
- Sakai Tadatake
- Sakai Tadaka
- Sakai Tadanobu
- Sakai Tadae
- Sakai Tadamasu
- Sakai Tadatsune

### Obama
- Sakai Tadakatsu (1587-1662)
- Sakai Tadanao (1630-1682)
- Sakai Tadataka (1651-1686)
- Sakai Tadasono (1671-1706)
- Sakai Tadashige (1691-1735)
- Sakai Tadaakira (1720-1740)
- Sakai Tadamochi (1725-1775)[1].
- Sakai Tadayoshi (1813-1873)
- Sakai Tadatsura (1752-1806)
- Sakai Tadayuki (1770-1828)
- Sakai Tadayori (1791-1853)
- Sakai Tadaaki (1813-1873 ; anciennement Tadayoshi)[2]
- Sakai Tadauji (1835-1876)
- Sakai Tadatoshi (1813-1873)

### Himeji

#### Domaine de Maebashi
- Sakai Tadayoshi (1549-1617)
- Sakai Tadayo (1572-1636)
- Sakai Tadayuki (1599-1636)
- Sakai Tadakiyo (1626-1681)
- Sakai Tadataka (Maebashi) (1648-1720)
- Sakai Tadami (1667-1708)
- Sakai Chikayoshi (1694-1733)
- Sakai Chikamoto (1705-1731)

#### Domaine de Himeji
- Sakai Tadazumi (Himeji) (1710-1772)
- Sakai Tadazane (1756-1790)
- Sakai Tadahiro (1777-1837)
- Sakai Tadamitsu (1779-1848)
- Sakai Tadanori (1809-1844)
- Sakai Tadatomi (1829-1853)
- Sakai Tadateru (1836-1860)
- Sakai Tadashige (1827-1895)
- Sakai Tadatō (1839-1907)
- Sakai Tadakuni (1854-1879)

## Membres notables
- Sakai Chikauji
- Sakai Hirochika
- Sakai Tadatsugu (1527-1596)
- Sakai Ietsugu (1564-1619)
- Sakai Masachika
- Sakai Shigetada
- Sakai Tadakiyo (1626-1681)
- Sakai Tadatoshi (1562-1627)
- Sakai Tadakatsu (1587-1662)[3].
- Sakai Tadakatsu (Shōnai) (1594-1647)
- Sakai Tadamasa (Shōnai)
- Sakai Tadamochi (1725-1775), 21e Kyoto shoshidai[1]
- Sakai Tadayuki (1770-1828), 37e Kyoto shoshidai[1]
- Sakai Tadazumi, château de Himeji
- Sakai Tadashige, rōjū (1863-1864), tairō (1865-1866)[2]
- Sakai Tadasuke (aussi connu sous le nom Sakai Tadamasu), wakadoshiyori (1853-1862, 1863, 1864-1866)[2].
- Sakai Tadaaki (1813-1873, aussi connu sous le nom Sakai Tadayoshi[2] 49e Kyoto shoshidai[1].
- Sakai Tadakatsu (ère Meiji), comte, membre de la Chambre des pairs (1925)[4].
- Sakai Tadamasa (ère Meiji), comte, Chambre des pairs (1925)[4]
- Sakai Tadasuke, vicomte, Chambre des pairs (1925)[5]